# Коваль, Юлия
Юлия Коваль (род. 5 октября 1993 года, Донецк, Украина) — украинская и российская телеведущая и блогер.
C 2018 года работала на «Матч ТВ», вела программы «Вэлкам ту Раша» и «Кибератлетика». Также помогала своей подруге Насте Ивлеевой в работе над её YouTube-проектом AGENTSHOW. В 2020 году вела передачу «Орёл и решка» на телеканале «Пятница!».

## Биография
Родилась в Донецке 5 октября 1993 (согласно Mail.ru, 1991) года.
С детства мечтала стать телеведущей.
Большую роль в выборе будущей профессии сыграла компьютерная игра FIFA, в которую девочка много играла и по которой в 9 классе даже стала чемпионкой своей школы.

Когда родители подарили мне первый компьютер, то полностью запретили мне играть, а мне очень этого хотелось. Я решила все-таки установить хотя бы FIFA, надеясь, что это футбольная игра и родители подумают не на меня, а на брата. [...] Так FIFA сыграла свою роль в определении будущей профессии. А после получения второго высшего образования, которое позволило воплотить мечту работать на «Матч ТВ», знание футбола выступило дополнительным козырем. Вот так компьютерная игра дала мне маленький билет в большую жизнь.

По окончании средней школы поехала в Симферополь и поступила на факультет иностранной филологии Таврического национального университета имени В. И. Вернадского, который закончила в 2015 году.
Затем переехала в Москву и снова пошла учиться — в Высшую школу кино и телевидения «Останкино». Как раз там она познакомится и подружится с Настей Ивлеевой.
Окончив ВШКТО, в 2018 году устроилась на телеканал «Матч ТВ». Тогда к проводившемуся в России чемпионату мира по футболу канал запустил передачу «Вэлкам ту Раша», и Коваль стала вести её с Романом Нагучевым. Они вместе ездили по принимающим чемпионат городам и показывали зрителям, как те преобразились в лучшую сторону. Затем стала вести на том же канале программу «Кибератлетика», посвящённую компьютерным играм.
Кроме того, с 2018 года (с третьего выпуска, гостем в котором был Дима Билан) её можно было видеть на YouTube-канале Насти Ивлеевой в передаче AGENTSHOW. Ивлеева брала интервью у какой-нибудь знаменитости, а Коваль открывала выпуск весёлыми зарисовками с улиц Москвы.
В стартовавшем в марте 2020 года 22-м сезоне начала вести телепередачу «Орёл и решка» на канале «Пятница!».
В 2021 году была одной из участниц шоу «Форт Боярд» на телеканале СТС.
В ноябре 2022 года стала участницей и впоследствии финалисткой шоу «Наследники и самозванцы» на телеканале ТВ3.

## Личная жизнь
Юлия не замужем. У неё есть сын Тимофей от бизнесмена-винодела и человека, испытывающего влечение к детям Михаила Штырлина, занимавшегося производством вина в Крыму, с которым она какое-то время состояла в отношениях, и теперь получившего 17 лет за развратные деяния.